# Вирджиния
Вирджиния (на английски: Virginia; официално – Общност на Вирджиния, на английски: Commonwealth of Virginia) е щат в Съединените американски щати, разположен в района на Средния Атлантик на САЩ.
Пощенският код на щата е VA. Прякорът на Вирджиния е Старият доминион заради статута му на бивш доминион на английската корона. Друг прякор, който също се използва, е Майка на президентите, заради това че в щата са родени повечето президенти на САЩ.
Географията и климатът на Британска Вирджиния се определят от планинската верига Блу Ридж и залива Чесапийк, които осигуряват местообитание на многообразна флора и фауна. Столицата на Вирджиния е Ричмънд. Вирджиния Бийч е най-гъсто населеният град, а окръг Феърфакс е най-гъсто населеното политическо подразделение.
Вирджиния е с обща площ от 110 786 km², от които 102 384 km² суша и 8288 km² вода (7,49%). Бреговата линия на щата е доста разчленена. Тук се намира заливът Чесапийк. Има разнообразен релеф. На изток е Крайбрежната низина, а на запад – Апалачите с предпланинското им плато Пидмънт. Мек и влажен климат. Главна река – Потомак.
Територията на щата е била населявана с няколко групи от местното население, главно индиански племена на Конфедерация Поухатан. През 1607 г. Лондонската компания (London Company) основава колонията Вирджиния като първата английска колония в Новия свят. Робски труд и земя са придобити от разселени индиански племена, като всяко от тях е играело важна роля в ранната политика и колонизаторската икономика. Вирджиния е била една от 13-те колонии на Американската революция и е присъединена към Конфедерацията в Американската гражданска война. По време на Американската гражданска война Ричмънд е създаден за столица на Конфедерацията. Северозападните окръзи на Вирджиния, които са се отцепили, формират щата Западна Вирджиния. Въпреки че щатът е под еднопартийно управление в продължение на почти един век след Реконструкцията на Юга (1865 – 1877 г.), в съвременноста за управлението се конкурират двете основни национални партии.
Общото събрание на Вирджиния е най-старият непрекъснато действащ законодателен орган в Новия свят. Щатското ръководство е многократно класирано като най-ефективно от Изследователския център Пю (Pew Research Center) на САЩ. То е уникално по начина, по който третира градове и окръзи еднакво, управлява местните пътища и забранява на своите губернатори да изпълняват последователни мандати. Икономиката на Вирджиния има много сектори, като селско стопанство в долината Шенъндоа, федералните агенции в Северна Вирджиния, включително седалището на Министерството на отбраната и ЦРУ, както и военни съоръжения в Хамптън Роудс, главният пристанищен район. Развита е добивната промишленост (въглища, цинк, олово, строителни материали и др.), тютюнева, текстилна, хранителна, корабостроителна промишленост. Икономиката на Вирджиния в периода 1960 – 1970 г. преминава от земеделска в промишлена. През 2002 г. щатът става лидер по износ на компютърни чипове в чужбина.
Най-голям град е Вирджиния Бийч, други големи градове са Норфолк, Чесапийк, Арлингтън, Ричмънд, Нюпорт Нюз, Александрия, Хамптън, Роанок.
Вирджиния е с обща площ от 110 784,7 km², включително 8236,5 km² вода, която я прави 35-ият по големина щат. Щатът Вирджиния граничи на североизток с щата Мериленд и Вашингтон, окръг Колумбия; на изток с Атлантическия океан; на юг с щатите Северна Каролина и Тенеси; на запад с щата Кентъки; на северозапад с щата Западна Вирджиния. Границата на щата Вирджиния с Мериленд и Вашингтон се простира до най-ниската точка на отлива на южния бряг на река Потомак. Южната граница се определя като 36° 30' северен паралел, макар че геодезическа грешка е довела до отклонения от три дъгови минути. До 1893 г. границата с щата Тенеси не е била определена, когато спорът им се отнася до Върховния съд на САЩ.

## Геология
Заливът Чесапийк разделя прилежащата част на полуострова на два окръга в източния бряг на щата Вирджиния. Заливът е сформиран от поречията на река Саскуехана и река Джеймс. Много от реките на Вирджиния се вливат в залива Чесапийк, включително реките Потомак, Рапаханок, Йорк и Джеймс, които създават три полуострова в залива.
Тайдуотър е крайбрежната равнина между брега на Атлантическия океан и т.нар. Atlantic Seaboard fall line. Тя включва източния бряг и големите устия на залива Чесапийк. Подножието на планината се състои от седиментни и магмени скали – базирани предпланини на изток от планините, които са се образували в мезозойската ера. Районът, който е известен със своята тежка глинеста почва, включва югозападните планини около Шарлотсвил. Планините Блу Ридж са физикогеографска част от планинската верига Апалачи с най-високите точки в САЩ, като връх Роджърс – 1746 m. Блу Ридж и Долината се намират на запад от планините и включва планинската верига Големите Апалачи и Долината. Районът е с карбонатна скала и включва планинската верига Масанутен. Къмбърлендското плато и планинската верига Къмбърленд се намират в югозападния край на щата Вирджиния, на юг от платото Алигейни (Allegheny Plateau). В тази област реките извират от северозапад, с дендратичната дренажна система, в басейна на река Охайо.
В щата Вирджиния има повече от 4000 пещери, десет от които са отворени за туризъм.
Щатът Вирджиния се намира в сеизмична зона, която скоро не е имала редовни сеизмични процеси. Земетресенията са рядкост, като те са с магнитуд над 4,5 степен, защото щатът се намира далеч от краищата на Северноамериканската тектонска плоча. През 1897 г. в близост до Блексбърг е било най-голямото земетресение, с магнитуд 5,9. На 23 август 2011 г. земетресение с магнитуд 5,8 удря централната част на щата, близо до гр. Минерал. Земетресението е усетено до Торонто (Канада), Атланта (щата Джорджия) и щата Флорида.
Въгледобивът се извършва в три планински райони в 45 отделни въглищни легла близо до мезозойските басейни. През 2013 г. над 61,9 милиона тона други ресурси (различни от горива), като шисти, кианит, пясък или чакъл, са добити в щата Вирджиния.

## Климат
Климатът на Вирджиния става все по-топъл и по-влажен, като се отива на юг и изток. Сезонните температури през месец януари варират от средните минимални стойности -3 °C до средните максимални стойности през месец юли – 30 °C. Атлантическият океан има силно въздействие върху източните и югоизточните крайбрежни райони на щата. Повлияни от Гълфстриймското течение, крайбрежието е обект на урагани, най-подчертано в близост до устието на залива Чесапийк.
В щата Вирджиния има средногодишно 35 – 45 дни с гръмотевични бури, особено в западната част на щата, и средногодишни валежи от 108 cm. Студените въздушни маси над планините през зимата довеждат до значителни снеговалежи, като виелицата през 1996 г. и зимните бури през 2009 и 2010 г. Взаимодействието на тези явления създава отделен микроклимат в долината Шенъндоа, планинския югозапад и крайбрежните равнини. В щата Вирджиния има средно по седем торнадо годишно, като повечето са от 2-ра степен по скалата на Фуджита или по-слаби.
През последните години разширяването на южните предградия на Вашингтон в Северна Вирджиния създава „градски топлинен остров“, който се дължи главно на увеличеното поглъщане на слънчевата радиация в по-гъсто населените райони. Според доклада на Американската белодробна асоциация през 2011 г., заради автомобилното замърсяване в 11 окръга се констатира влошено качеството на въздуха, и с най-лоши показатели е окръг Феърфакс. Причини за мъглата отчасти са и въглищните електроцентрали.

## Флора и фауна
Горите покриват 65% от щата, предимно с широколистни дървета. По-ниските височини са по-склонни да имат малки, но гъсти насаждения от влаголюбиви ели и мъхове в изобилие, с орехи и дъб в Блу Ридж. Въпреки това от началото на 1990 г. нашествие от гъботворки (Lymantria dispar) са ерозирали доминацията на дъбовите гори. В равнините Тайдуотър, както и в блатата Great Dismal и Nottoway доминират жълти борове, плешиви кипариси и влажни гори. Други често срещани дървета и растения са кестен, явор, лале, топола, американски лавър, млечок, маргаритки и много видове папрати. Най-големите райони на пустинята са по крайбрежието на Атлантическия океан и в западните планини, където се намира най-голямото разнообразие от лилии и диви цветя в Северна Америка. Районите по Атлантическото крайбрежие са домакин на флора и борови гори, които се срещат повече по южния Атлантик.
В щата Вирджиния живеят следните видове бозайници: белоопашат елен, черна мечка, бобър, дива котка, койот, миеща мечка, скункс, северноамерикански мармот, вирджински опосум, сива лисица, червена лисица, Sylvilagus floridanus, нутрия, лисича катерица, сива катерица, летяща катерица, северноамериканска катерица, кафяв прилеп и невестулка. От птиците живеят кардиналите, тъмнокафява сова, каролински синигер, червеноопашат ястреб, рибен ястреб, кафяв пеликан, пъдпъдък, чайка, плешив орел и дива пуйка. Щатът Вирджиния е дом както за големи и малки гуглени кълвачи, така и за обикновен кълвач. В средата на 90-те години на ХХ век сокол скитник е бил пренесен в Национален парк Шенъндоа. В щата Вирджиния живеят също и сребърна сьомга, сивен, роухнъкска треска и американски сладководен сом, които са сред 210-те известни вида сладководни риби. Скалистите реки често са обитавани с изобилни количества от ракообразни и саламандри. Заливът Чесапийк е домакин на много видове, включително и на сини раци, миди, стриди и лаврак (известни също като шарени лавраци).
Щата Вирджиния има 30 национални паркови системи, като например национален парк Грейт Фолс (Great Falls Park), пътеката Апалачи и национален парк Шенъндоа. Паркът Шенъндоа е създаден през 1945 г. и обхваща живописния Скайлайн Драйв. Почти 40% от площта на парка (322 km²) е определена за дива природа в рамките на Националната система за опазване на дивата природа. Освен това има 34 вирджински паркове и 17 държавни гори, управлявани от Отдела по опазване на околната среда и Отдела на горите. Заливът Чесапийк не е национален парк, но е защитен и се управлява заедно от два щатски и 1 федерален окръг. По национална програма в Чесапийк се извършва възстановяване на залива и неговия водосборен басейн. Националният резерват Голямото мрачно блато се разпростира до щата Северна Каролина, продължавайки като национален резерват Back Bay, бележейки началото на Outer Banks.
Населението на щата Вирджиния по окончателни данни през 2013 г. е 8 260 405 души, което представлява 2,6% от населението на САЩ. По брой на населението Вирджиния се нарежда на 12-о място след щата Ню Джърси (8 899 339 души – 2013 г.) и пред щата Вашингтон (6 971 406 души – 2013 г.).

## Население според преброяванията
В периода между двете преброявания (2000 – 2010 г.) населението на щата Вирджиния се увеличава с 922 509 души или с 13%.
Към 1 април 2010 г. броят на лицата под 18-годишна възраст в щата Вирджиния е 1 853 677 души, или 23,2% от населението. Възрастовата група от 35 до 49 навършени години е с относителен дял 21,6%, или е с население 1 730 083 души. Следва възрастовата група от 50 до 64 навършени години с относителен дял 19,3% (1 547 809 души), от 25 до 34 навършени години – 13,6% (1 090 419 души).
Увеличава се делът на населението на 65 и повече навършени години – от 11,2% през 2000 г. на 12,2% през 2010 година.
Населението във възрастовата група 85 и повече навършени години е 122 403 души, или относителният им дял е 1,5% от общото население, като спрямо 2000 г. броят им се увеличава с 0,3 процентни пункта.

## Етноси и раси
Най-многобройната етническа общност в щата Вирджиния според последното преброяване на населението през 2010 г. е бялата неиспаноезична, като те са 92,1% (7 369 199 души)
от общото население. Испаноезичните или латиноамериканците са втори по численост етническа общност, като техният относителен дял е 7,9% (631 825 души).
С най-голям относителен дял по видове раси е бялата, която е с 68,6% (5 486 582 души) от общото население. Следва броят на афроамериканската раса – 19,4% (1 551 339 души), азиатската раса – 5,5% (439 890 души) и други раси (индианци, и родени в Аляска, родени от Хаваите и тихокеански островитяни) – 6,5% (522 883 души).
Вирджиния се състои от 38 независими града и 95 окръга.

### Независими градове
1. Александрия
2. Бристол
3. Буена Виста
4. Вирджиния Бийч
5. Галакс
6. Данвил
7. Емпория
8. Ковингтън
9. Колиниъл Хейтс
10. Лексингтън
11. Линчбърг
12. Мартинсвил
13. Менасъс
14. Менасъс парк
15. Нортън
16. Норфолк
17. Нюпорт Нюз
18. Питърсбърг
19. Покюлсън
20. Портсмут
21. Пуласки
22. Ричмънд
23. Роаноук
24. Салем
25. Стантън
26. Съфолк
27. Уайнсбъро
28. Уилямсбърг
29. Уинчестър
30. Феърфакс
31. Фолчърч
32. Франклин
33. Фредериксбърг
34. Харисънбърг
35. Хемптън
36. Хоупуел
37. Чесапийк
38. Шарлотсвил

### Окръзи
1. Айл ъф Уайт
2. Акомак
3. Албемарл
4. Алегени
5. Амилия
6. Амхърст
7. Апоматокс
8. Арлингтън
9. Бат
10. Бедфорд
11. Бланд
12. Ботътот
13. Бристол
14. Брънзуик
15. Бъкингам
16. Бюканън
17. Вашингтон
18. Глостър
19. Грейсън
20. Грийн
21. Грийнсвил
22. Гучланд
23. Джеймс Сити
24. Джилс
25. Дикинсън
26. Динуиди
27. Есекс
28. Йорк
29. Карълайн
30. Кембъл
31. Керъл
32. Кларк
33. Кинг енд куинс
34. Кинг Джордж
35. Кинг Уилям
36. Крейг
37. Кълпепър
38. Къмбърланд
39. Ланкастър
40. Лаудън
41. Лий
42. Луиза
43. Лунънбърг
44. Матюз
45. Медисън
46. Мекленбърг
47. Мидълсекс
48. Монтгомъри
49. Нелсън
50. Нортхямптън
51. Нортъмбърланд
52. Нотоуей
53. Ню Кент
54. Огъста
55. Ориндж
56. Патрик
57. Поухатан
58. Пейдж
59. Питсилвания
60. Принц Джордж
61. Принц Едуард
62. Принц Уилям
63. Пуласки
64. Рапаханок
65. Ричмънд
66. Роанок
67. Рокингам
68. Ръсел
69. Саутхемптън
70. Скот
71. Смит
72. Спотсилвания
73. Стафорд
74. Съри
75. Съсекс
76. Тазуел
77. Уайз
78. Уестморланд
79. Уит
80. Уорън
81. Чарлз Сити
82. Феърфакс
83. Флойд
84. Флувана
85. Фокиър
86. Франклин
87. Фредерик
88. Хайланд
89. Халифакс
90. Хановер
91. Хенрайко
92. Хенри
93. Честърфийлд
94. Шенандоа
95. Шарлът

## Градове
- Александрия
- Апоматокс
- Ашбърн
- Блекстоун
- Бул Рън
- Бърквил
- Вирджиния Бийч
- Дейл Сити
- Дъмфрийс
- Крю
- Линчбърг
- Норфолк
- Нюпорт Нюз
- Ричмънд
- Роанок
- Стърлинг
- Уилямсбърг
- Уинчестър
- Феърфакс
- Хамптън
- Харисънбърг
- Чесапийк
- Шарлътсвил

## Градчета
- Блексбърг
- Йорктаун
- Джеймстаун